# 鉄道神社 (大分市)
鉄道神社（てつどうじんじゃ）は、大分県大分市要町に鎮座する神社である。JR九州大分駅の駅ビル「JRおおいたシティ」屋上の「シティ屋上ひろば」内に位置する。

## 沿革

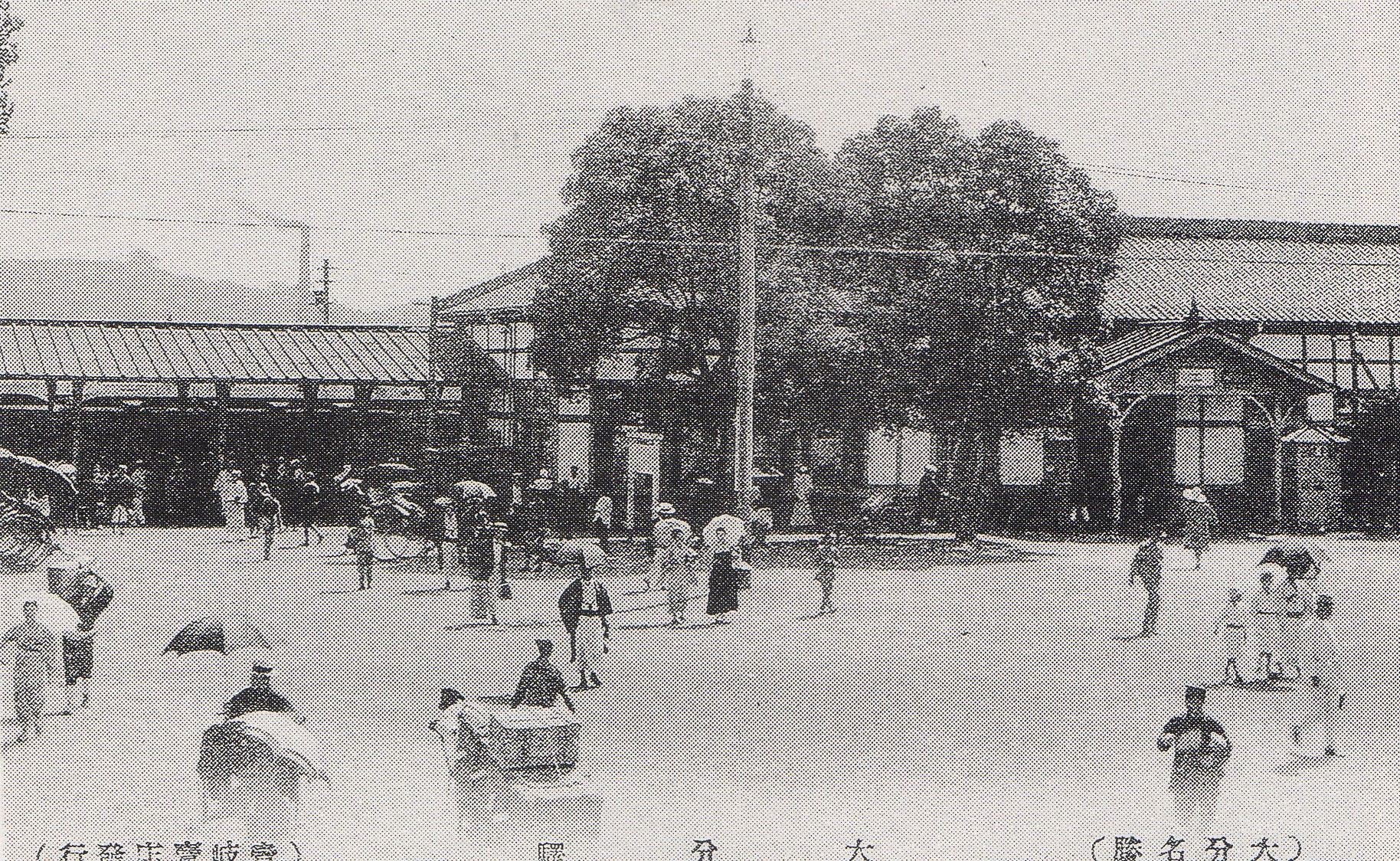
大正時代の大分駅。写っている2本のクスノキで鉄道神社が建立された。

1911年（明治44年）11月1日に開業した大分駅には、翌1912年（明治45年）春に駅前（現在の府内中央口）に2本のクスノキが植えられた。このクスノキは柞原八幡宮の参道に育っていたものとも、府内町（当時は唐人町）にあった郡役所の前庭に植えられていたものとも言われる。クスノキは高さ20mほどに成長して駅の象徴となっていたが、駅構内の拡張工事の障害となり、移植も困難であったことから、1964年（昭和39年）8月に伐採された。
翌1965年（昭和40年）、伐採されたクスノキを使って大分駅旧駅舎屋上に鉄道神社が建立された。この神社には、豊後国一宮である柞原八幡宮の分霊が勧請されている。前述の通りクスノキの由来には諸説があるが、仮に柞原八幡宮の参道にあったものであるとすれば、柞原八幡宮参道のクスノキで作られた社に柞原八幡宮の分霊が勧請されたことになる。なお、伐採されたクスノキからは2面の能面も作られ、駅長室に飾られている。
2012年（平成24年）3月17日の大分駅高架化完成後、旧駅舎の取り壊しと新駅ビルの建設に伴い、鉄道神社は一時的に高架下の九州旅客鉄道大分支社内の仮殿に移された。そして、新駅ビル「JRおおいたシティ」の完成に伴い、その8階部分に設けられた屋上庭園「シティ屋上ひろば」に遷座し、2015年（平成27年）4月10日に本殿遷座祭が行われた。

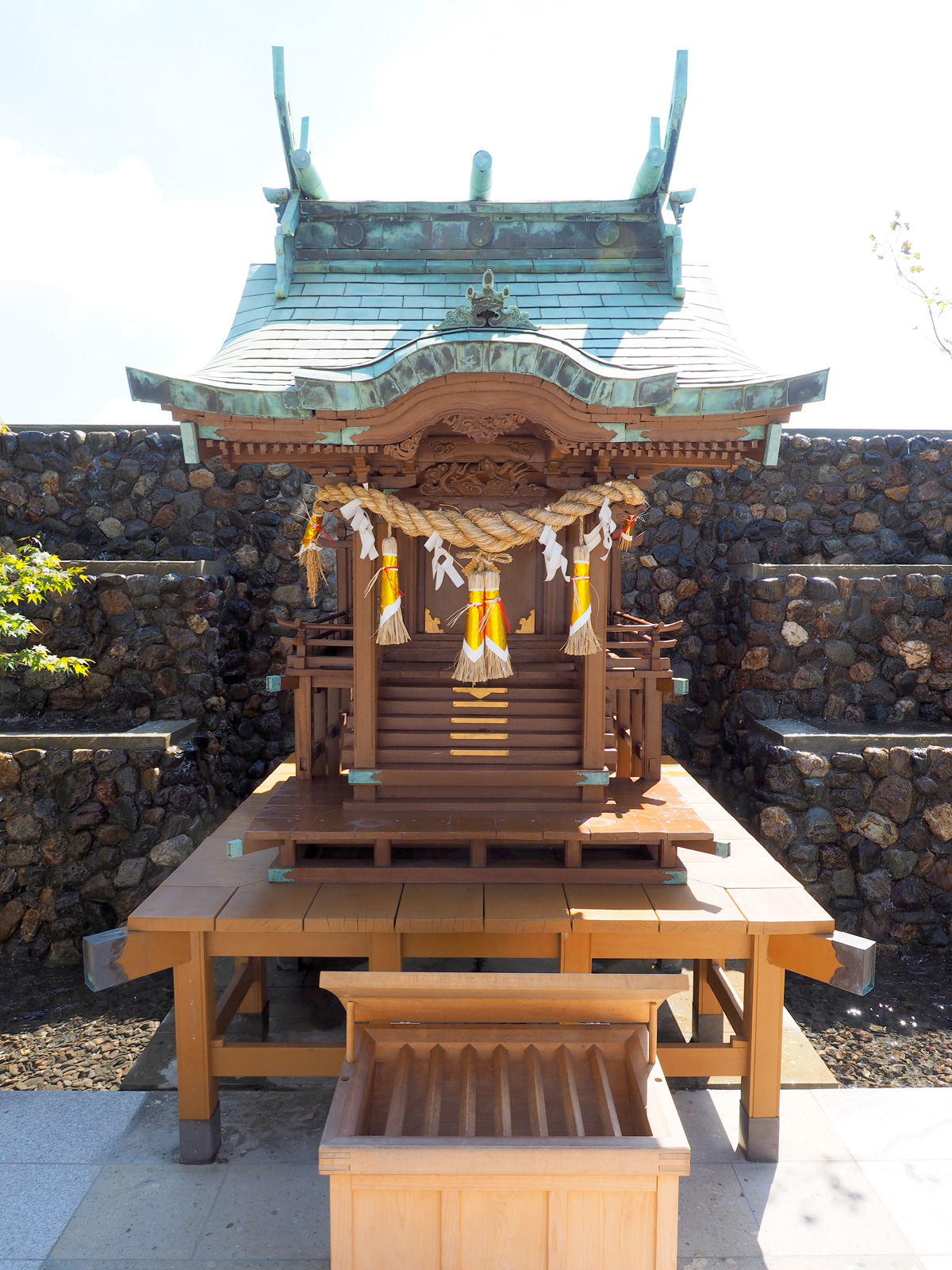
本殿
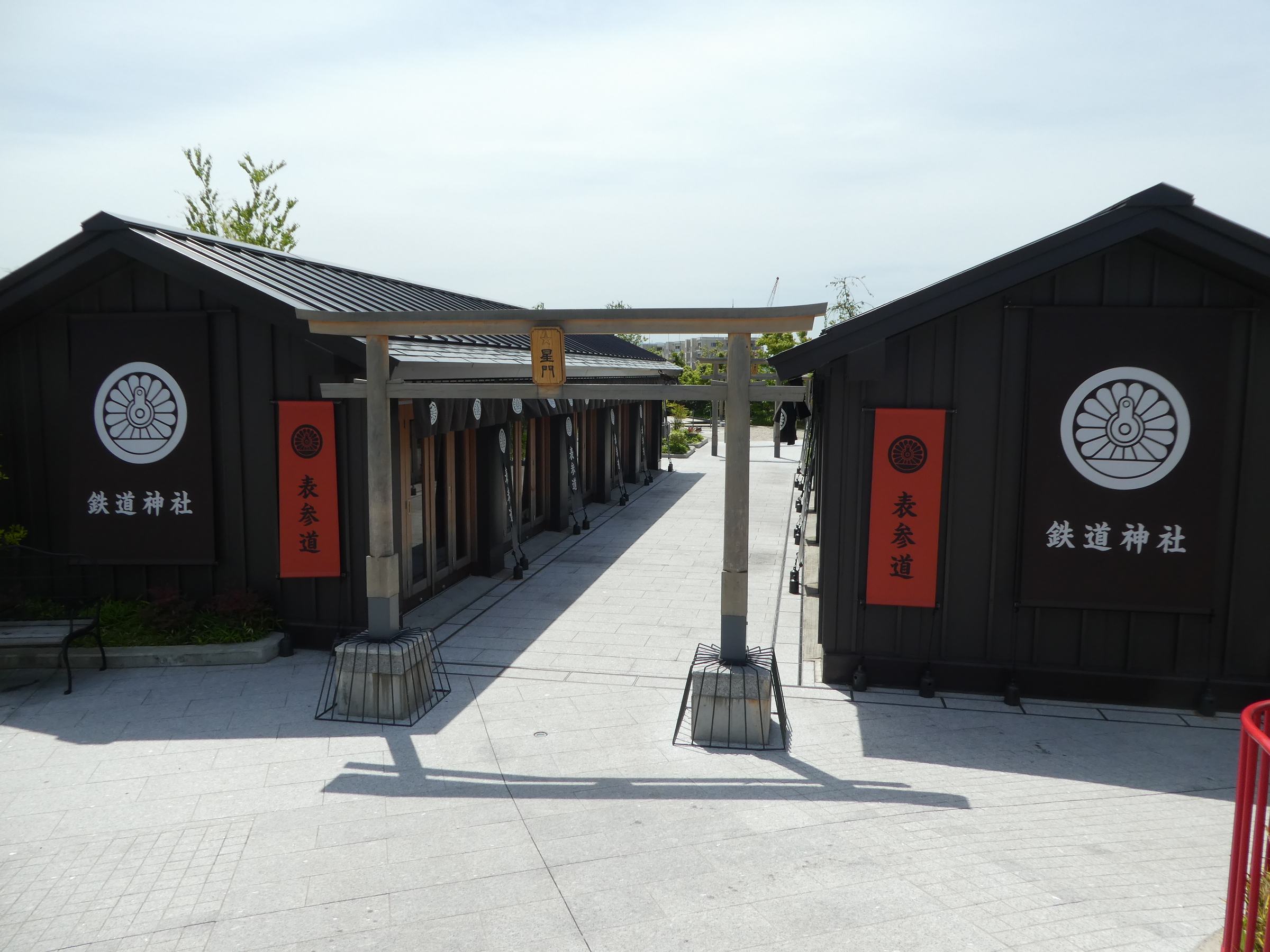
表参道